# Uhrik Teodóra
Uhrik Teodóra, névváltozata: Uhrik Dóra (Budapest, 1943. augusztus 27. –) a Nemzet Művésze címmel kitüntetett, Kossuth- és Liszt Ferenc-díjas magyar táncművész, érdemes művész, balettpedagógus, egyetemi tanár, a Pécsi Nemzeti Színház és a Halhatatlanok Társulatának örökös tagja. Fia Kamarás Iván Jászai Mari-díjas színész.

## Életpályája
Szülei Uhrik János és Szalai Mária voltak. Édesanyja 7 éves korában íratta be az Állami Balett Intézetbe, ahol 1961-ben végzett. Pécsre került, ahol a Pécsi Balett alapító tagja volt 1960–1989 között, 1967–1989 között magántáncosa volt. 1976-ban a Táncművészeti Főiskolán táncpedagógusként diplomázott. 1980–2000 között a Budapesti Kamaraszínház, a József Attila Színház, az egri Gárdonyi Géza Színház, debreceni Csokonai Színház, zalaegerszegi Hevesi Sándor Színház és a Pécsi Nemzeti Színház zenés előadásaihoz készített koreográfiákat. A Pécsi Művészeti Szakközépiskola tánctagozatán tanít 1978-tól, 1991-től pedig a táncművészeti tagozat vezetője. Az 1980-as évektől kezdve prózai darabokban is játszik. A Pécsi Tudományegyetem Testnevelési és Sporttudományi Intézetének tanszékvezetője, közreműködésével indult el az egyetemen a modern táncpedagógus képzés 2001-ben. 2002 óta címzetes egyetemi tanár. 2002–2006 között a Budapesti Operettszínház, 2007–2008 között pedig a szegedi Kortárs Balett vendégművésze volt. 2004-ben jelent meg az alapfokú táncművészeti iskolák tanulóinak írt könyve Klasszikus balett képeskönyv címmel. 2022-től ismét szerepel a Pécsi Nemzeti Színházban.
2017. október 2-ától a Pécsi Balett ügyvezető igazgatójává nevezték ki.

## Családja
Első férjével Czirok Árpáddal 1961 októberében házasodtak össze. Második férje Bálint András színművész volt. Harmadik férje Kamarás András, akitől 1972-ben született fia: Kamarás Iván. Negyedik férje Lovas Pál, közös gyermekük: Anna, 1982-ben született.

## Színpadi munkái
A Színházi Adattárban regisztrált bemutatóinak száma: színészként: 35; koreográfusként: 22.

### Színészként
| - Hidas Ferenc: Concerto a szivárvány színeire....Sárga - Csizmarek–Semsei–Nádassi: Érdekházasság....Lány - Bartók Béla: Divertimento.... - Gosztonyi János: Európa elrablása.... - Henry Purcell: Etűdök.... - Gulyás László: Pókháló.... - Id. Alexandre Dumas: A három testőr....Táncos - Maros Rudolf: Hétköznapi requiem....Vizek - Gioachino Rossini: Nyitány.... - Claudio Monteverdi: Könyörtelenek bálja....Alvilági árnyak - Antonio Vivaldi: Etűdök kékben.... - Láng István: Hiperbola.... - Kincses József: Mit takar a kalapod?.... - Jacques Offenbach: Szép Heléna....Laona - Ondracek: Gentlemenek....Dáma - Leonard Bernstein: West Side Story....Rosalia - Wolfgang Amadeus Mozart: Thamos, Egyiptom királya....Isis-Fortuna | - Gyárfás Miklós: Panegyricus....Szőke - Garai Gábor: Orfeusz átváltozásai....Vízi tündér, Zuhatag, Zivatar, Pusztaság, Visszhang - Mozart: Così fan tutte.... - Kander–Ebb: Chicago....Hunyak - Bartók Béla: A kékszakállú vára.... - Zerkovitz Béla: Csókos asszony....Katóka - Sárosi István: Az áldozat.... - Sárospataky István: Mese a halhatatlanságról....Egy nő - Spiró György: Csirkefej....Nő - Schwartz: Godspell avagy Isteni játék....Joanne - Friedrich Schiller: Don Carlos....Olivarez - Tennessee Williams: A tetovált rózsa....Flora - Göncz Árpád: Magyar Médeia....Médeia - Styne: Funny Girl....Mrs. O'Malley - John Porter: Kánkán....Mm Noiret - Csokonai Vitéz Mihály: Karnyóné....Karnyóné - Alfredson–Danielsson: Picasso kalandjai....Ingrid Guggenheim |

### Koreográfusként
| - Ábrahám Pál: Hawaii rózsája (1986) - Rossini: Hamupipőke (1989) - William Shakespeare: Szentivánéji álom (1991) - Kander–Ebb: The Rink (1992) - Bulgakov: Optimista komédia (1992) - Madách Imre: Az ember tragédiája (1992, 1996) - William Somerset Maugham: Csodálatos vagy, Júlia! (1993) - Weingarten: Nyár (1993) - Willy Russell: Vértestvérek (1994) - Eisemann Mihály: Én és a kisöcsém (1994) - Presser Gábor: Jó estét nyár, jó estét szerelem (1995) | - Gems: Piaf (1995) - Kander–Ebb: A görkorcsolyapálya (1995) - Grimm fivérek: Hamupipőke (1997) - Dés László: A dzsungel könyve (1997) - Januszewska: A gyáva kistigris (1998) - Loewe: My Fair Lady (1998) - Papp Zoltán: Pinokkió (1999) - Giuseppe Verdi: Rigoletto (2000) - Balázs Béla: A kékszakállú vára (2002) - Verdi: La traviata (2007) |

## Rendezései
- Riederauer Richárd: Hófehérke és a hét törpe

## Filmek
- Salome (1984)
- Linda (1986)
- Karnyóné
- Átjáróház (2022)

## Könyve
- Klasszikus balett képeskönyv (ELTE Kiadó, 2004 ISBN 963-463-656-X)

## Díjai, kitüntetései
- Pedagógus Nívó-díj
- Pro Urbe Pécs
- Pro Communitate
- Liszt Ferenc-díj (1976)
- Érdemes művész (1982)
- A Magyar Köztársasági Érdemrend tisztikeresztje (1997)
- Kossuth-díj (2002)
- Életmű-díj (2005)
- Martyn Ferenc Alapítvány életmű díja (2008)
- Örökös tagja a Halhatatlanok Társulatának (2010)
- A Magyar Köztársasági Érdemrend középkeresztje (2011)
- Apáczai Csere János-díj (2011)
- Pro Civitate díj (2014)
- Pécs díszpolgára (2022)[6]
- A Nemzet Művésze (2024)[7]
- Prima-díj (2024)